# Turmbolzen

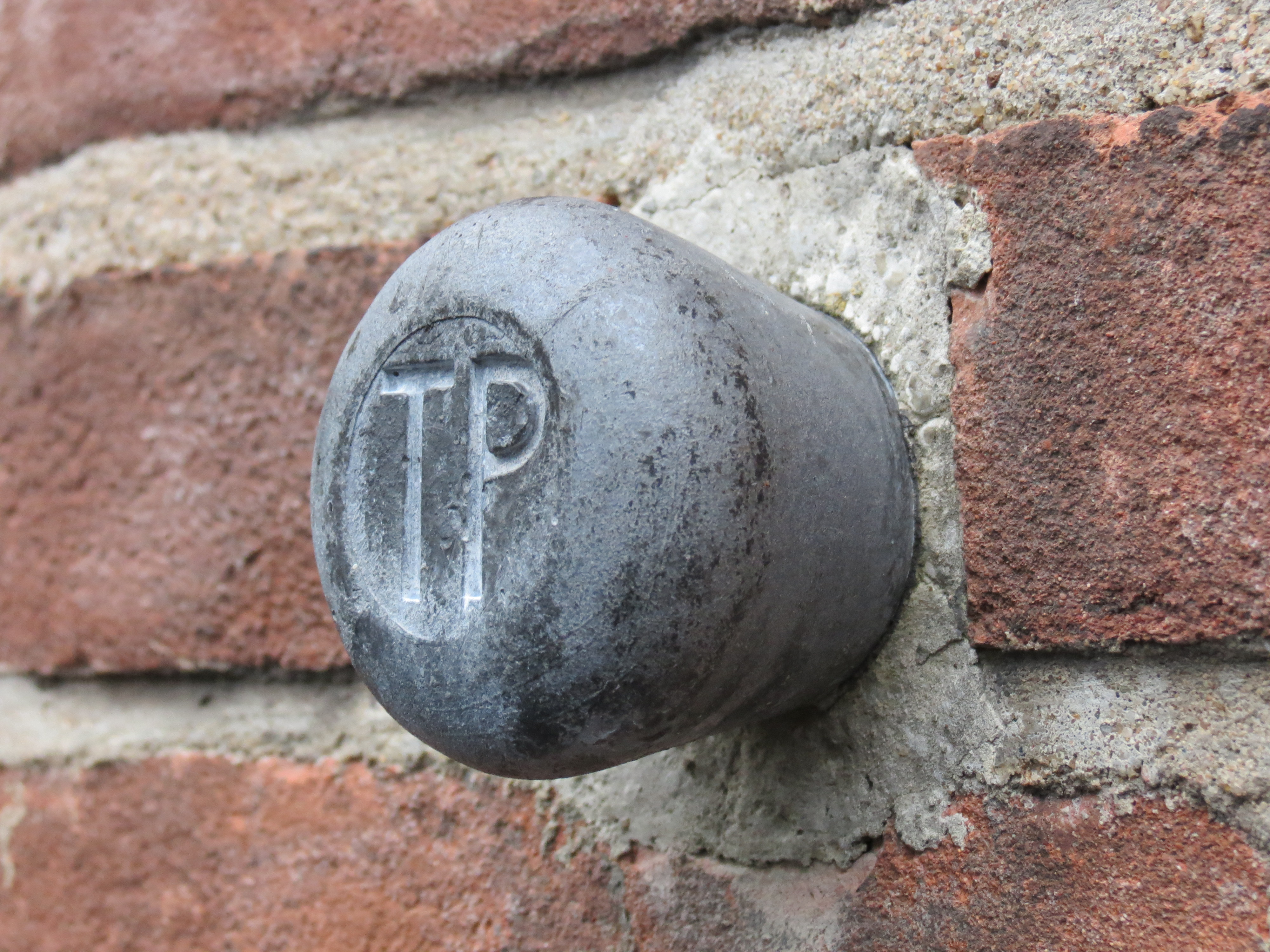
Trigonometrischer Punkt (Turmbolzen) an der Erlöserkirche in Iserlohn-Wermingsen

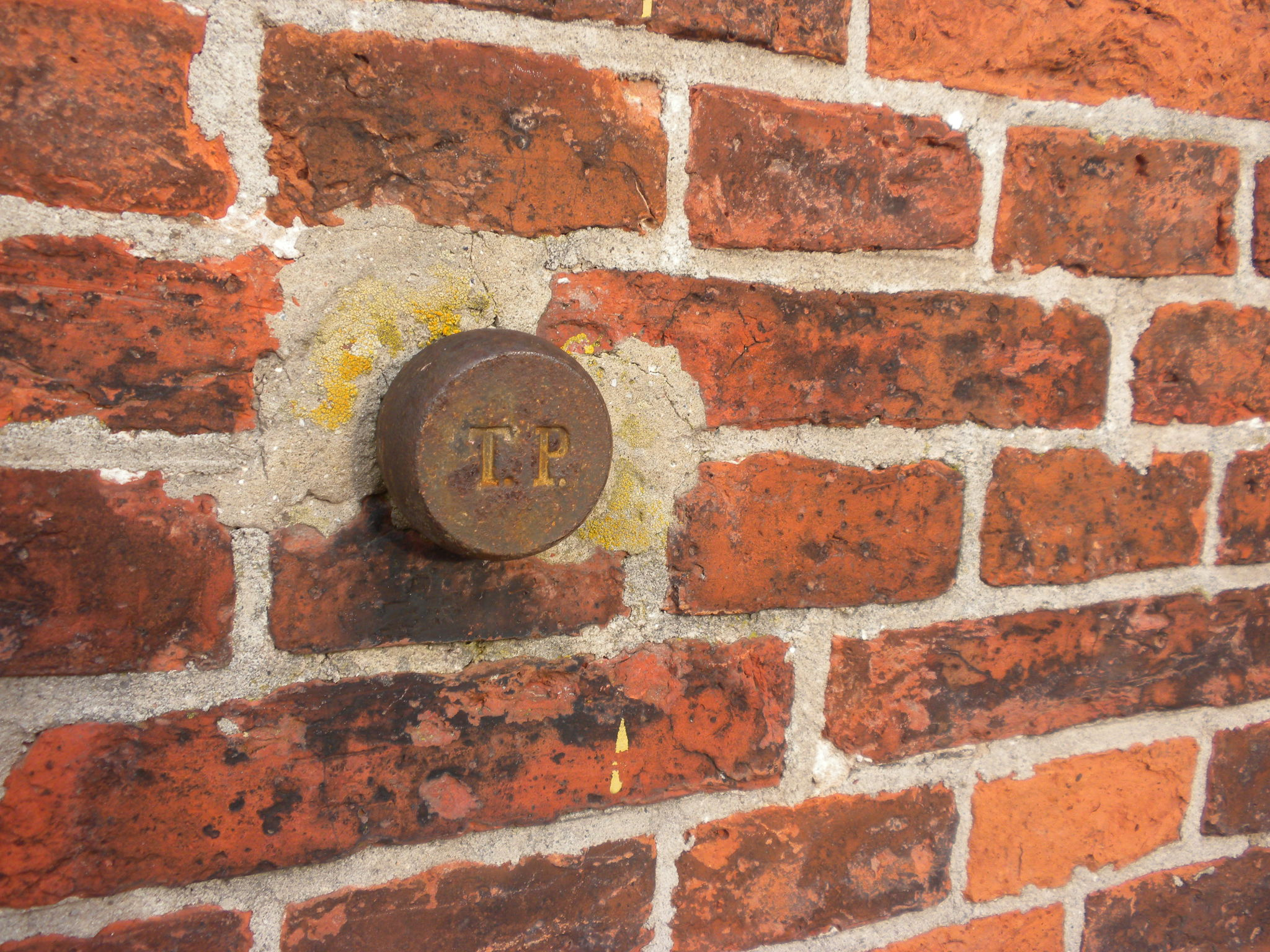
Turmbolzen (klassische Form, Verwendung ca. 1875–1945) zur Sicherung eines trigonometrischen Hochpunktes (hier: Kirche Bunde)

Ein Turmbolzen sichert als einer von meist mehreren Bodenpunkten die hoch gelegenen Punkte eines trigonometrischen Punktes in der Landesvermessung und Geodäsie.
Bei entsprechender Eignung kann der Turmbolzen auch die Funktion eines Höhenfestpunktes (HFP) übernehmen. Er besteht aus Schmiedeeisen, Messing oder Stahl und wird waagrecht in das Mauerwerk eines Kirchturms oder eines sonstigen stabilen Gebäudes eingebracht.
Die klassische Sicherung von Hochpunkten ist durch die Anwendung satellitengestützter Verfahren (GNSS) im Vermessungswesen weitgehend entbehrlich geworden. Die früher oft erforderlichen Messungen an Hochpunkten zur indirekten Ableitung der Zentrierelemente (Herablegung) sind aufwändig und von den örtlichen Gegebenheiten abhängig. Mit der Herablegung sollen die am Bauwerk unzugänglichen hochgelegenen Stationspunkte (wie Knopf, Helmstange usw.) zu den am Boden befindlichen Sicherungspunkten in geometrischen Bezug gebracht werden. Die Herablegungsfigur, insbesondere die Grundlinie der Sichtdreiecke muss so gewählt werden, dass der – oft Änderungen unterworfene Hochpunkt – in seiner Lage durch eine örtliche Einmessung vom Boden aus überprüft und gegebenenfalls neu koordiniert werden kann.
Die Turmbolzen haben einen Durchmesser von 2–3 cm und sind etwa 20 cm lang. Sie besitzen am eingemauerten Schaft ringförmige Verdickungen, um dauerhaft und unverändert im Mauerwerk oder der Mörtelfuge zu bleiben.
Auf der Vorderseite, die einige Zentimeter aus der Wand hervorragt, ist der Bolzen knaufartig verdickt und hat eine runde, zylindrische Auflagefläche mit einem höchsten Punkt für die Messlatte eines Nivellements. In der Mitte des Bolzenkopfes wird im Sinne der ursprünglichen Funktion eines Turmbolzens meist eine etwa 1–2 mm große Bohrung einige Millimeter tief angebracht. Diese Bohrung nimmt während der Messungen eine senkrecht gestellte Nadel als Ziel für die Winkelmessungen mit einem Theodolit auf.
Zur langfristigen Sicherung der Vermessungsergebnisse für Lage- und Höhenfestpunkte werden seit dem Ende des 19. Jahrhunderts meist öffentliche Gebäude und Kirchen bevorzugt, die gleichzeitig eine lange Bestandsdauer haben und keine Setzungen im Baugrund mehr aufweisen.
Im Vermessungsamt liegen neben den Lagekoordinaten im UTM-Koordinatensystem oder dem inzwischen historischen Gauß-Krüger-Koordinatensystem meist auch Höhenangaben über Normalhöhennull (NHN) vor.